# Silent Hills
Silent Hills doveva essere un videogioco survival-horror sviluppato da Kojima Productions e pubblicato da Konami in esclusiva per PlayStation 4. Ambientato nell'universo immaginario di Silent Hill, il titolo avrebbe dovuto rappresentare un reboot dell'omonima serie.
Silent Hills fu annunciato per la prima volta il 12 agosto 2014, con un teaser interattivo di nome P.T., tuttavia il 27 aprile 2015 venne ufficialmente cancellato per via della disputa creativa tra Hideo Kojima e Konami.

## Sviluppo
A settembre del 2012, il presidente di Konami ha chiesto a Hideo Kojima, creatore della serie Metal Gear, di dirigere il nuovo capitolo della saga di Silent Hill, sottolineando come l'uso del motore Fox Engine da lui ideato avrebbe dato maggiore fotorealismo alla saga.

### Promozione
Il 12 agosto 2014, durante il Gamescom di Colonia, Sony ha annunciato il teaser trailer di un misterioso videogioco horror in prima persona chiamato P.T., sviluppato da 7780s Studio. Si è poi scoperto che 7780s Studio era una compagnia fittizia e che il teaser trailer di un'ora e mezzo, pubblicato lo stesso giorno esclusivamente per PlayStation 4 sul PlayStation Store, era in realtà il demo (P.T. è infatti la sigla di Playable Teaser, ovvero teaser giocabile) del nuovo capitolo della saga di Silent Hill. Da notare che Hideo Kojima aveva usato la stessa tecnica di marketing per pubblicizzare Metal Gear Solid V: Ground Zeroes, anch'esso sviluppato con Fox Engine.
La colonna sonora era affidata ad Akira Yamaoka, già compositore per gli altri capitoli della saga (fatta eccezione per Silent Hill: Downpour).

### Teaser giocabile
Il demo apre con un anonimo protagonista in una casa infestata dagli spettri. I soli riferimenti alla saga di Silent Hill sono i graffiti sulle pareti, tra i quali spiccano il nome Lisa (presunto riferimento a Lisa Garland) e il simbolo della Salvezza.